# Bagni di Cefalà Diana
Il complesso monumentale dei Bagni di Cefalà Diana (detti anche Terme arabe) sono un ex bagno termale in Sicilia. Si trova a circa 2 km a nord-nordest del comune di Cefalà Diana nella città metropolitana di Palermo. 
Il complesso architettonico sorge ai piedi del Monte Chiarastella, a ridosso di uno sperone di roccia dal quale sgorgava una sorgente di acqua calda. 
Le origini risalirebbero alla fine della dominazione araba in Sicilia.

## Storia

Gli interni dopo i restauri

Dei resti di epoca romana sono incorporati nel muro del bagno, quindi probabilmente c'era un bagno termale romano già nell'antichità. 
Secondo una datazione precedente, infatti, alcune delle mura risalgono all'epoca romana, mentre le colonne sono di epoca araba e la fascia con l'iscrizione cufica è di epoca normanna.
Non è chiaro se lo stabilimento termale vi fosse al tempo della dominazione araba in Sicilia o se sia stato costruito alla fine dell'XI secolo, sotto i re normanni di Sicilia.
Alla seconda metà del X - inizio dell’XI - secolo, si ascrive la costruzione di una hammam di ambito islamico. In periodo normanno il bagno è interessato da una vistosa riconfigurazione, ad opera di Ruggero II di Sicilia  (intorno al 1140-1141), alla cui committenza si è risaliti attraverso la lettura dell‘epigrafe che decora l’esterno dell’edificio.
Secondo alcuni invece, poiché lo storiografo arabo al-Idrisi non menziona la struttura nell'elenco dei bagni termali nel suo Libro di Ruggero, è possibile presumere che l'edificio sia stato costruito nel tardo periodo dell'epoca normanna.
All’inizio del XIV secolo il sito vede una nuova ridefinizione con l’impianto di un fondaco.
Alla metà del Settecento Niccolò Diana, barone di Cefalà, crea l’attuale vasca situata a sud del muro e divide in tre vasche la precedente unica grande piscina del settore settentrionale. Risale all‘Ottocento l'ultima fase di ristrutturazione.
Nel 1975 la Regione Siciliana espropriava l'edificio per pubblica utilità. 
Il sito è gestito dal 1984 dalla Soprintendenza regionale dei Beni culturali di Palermo, che ne cura il recupero, la conservazione e la fruizione pubblica.

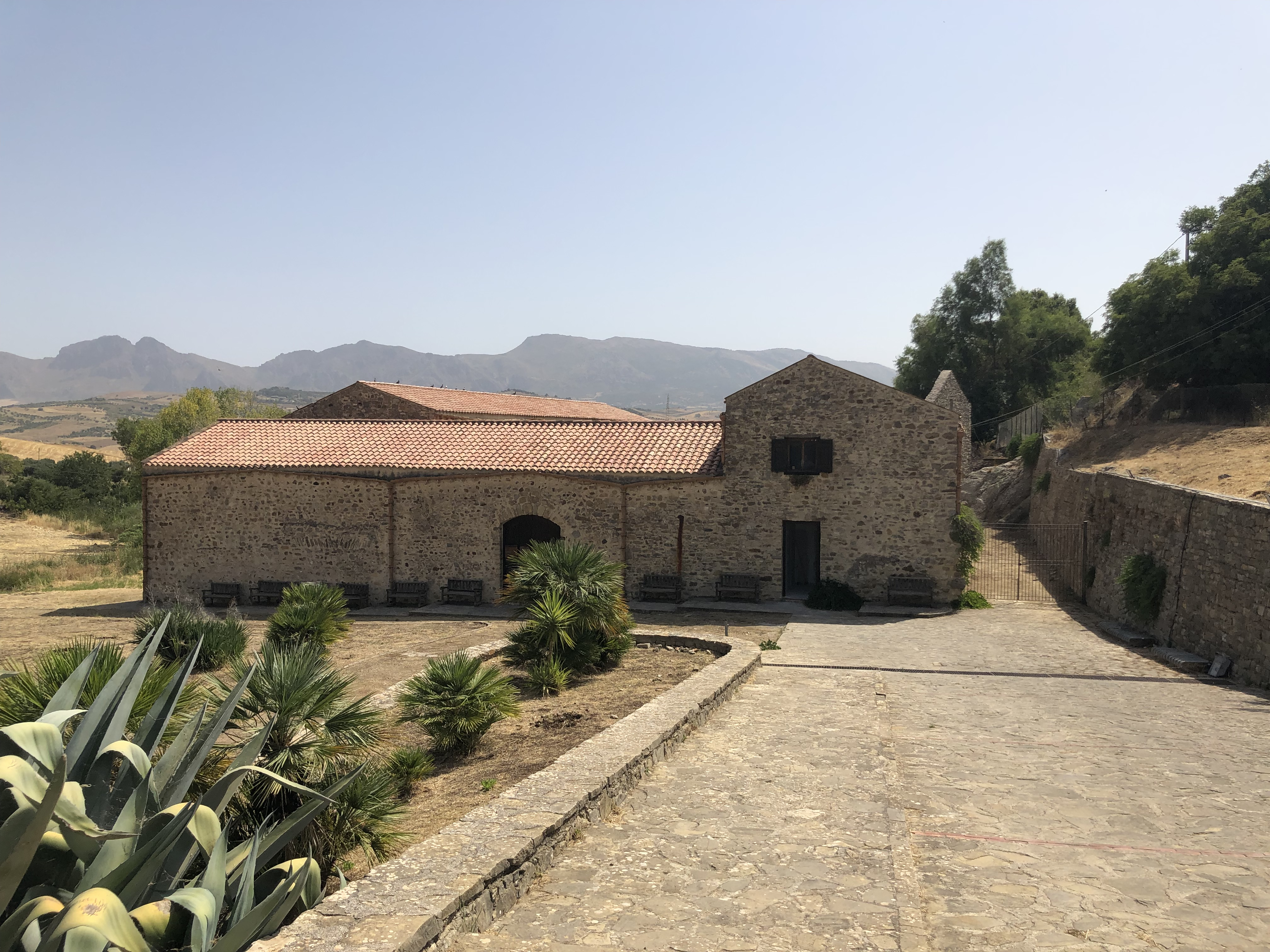
L'edificio

## Architettura

### L'esterno
Visto dall'esterno, l'edificio ha la forma di un semplice cubo con pareti destrutturate. Solo una fascia di blocchi di calcare a metà altezza divide la facciata. L'iscrizione cufica su questo nastro è malandata e non è più leggibile.

### L'interno

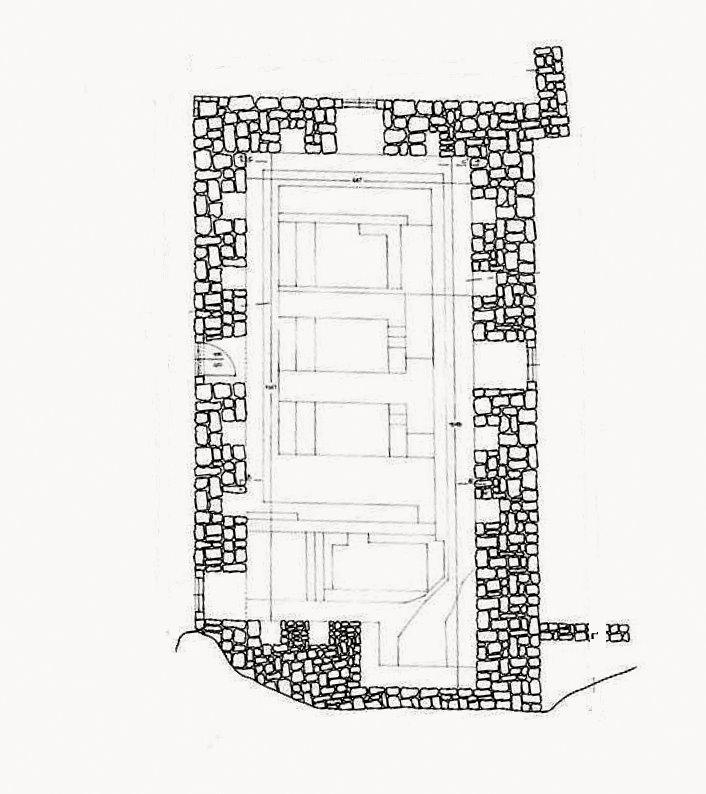
Bagni di Cefalà Diana, planimetria

L'interno è costituito da un unico grande ambiente, coperto da una volta leggermente ogivale. È diviso in due ambienti di dimensioni diseguali da un triplo arco a sesto acuto poggiante su due colonne con capitelli corinzi. Ci sono tre aperture per finestre nel muro sopra gli archi a sesto acuto.
Nella più grande delle due aree, tre bacini sono incassati nel pavimento uno accanto all'altro e separati tra loro da pareti divisorie, l'area più piccola contiene un solo bacino. Sono ancora visibili alcune linee per il riempimento e lo svuotamento dei bacini. 
Le piscine erano alimentate da sorgenti calde e fredde situate nelle vicinanze. Le sorgenti, insieme ai bagni, fanno parte dal 1997 della Riserva naturale orientata Bagni di Cefalà Diana e Chiarastella.